# 仙源街道
仙源街道是中华人民共和国四川省宜宾市南溪区下辖的一个街道办事处。仙源街道办事处驻凤凰路6号。
2019年8月23日，宜宾市人民政府批复同意设立仙源街道，由南溪街道、罗龙街道析置。

## 行政区划
仙源街道下辖以下村级行政区划单位：
天泰社区、学府社区、仙源社区、西门社区、川主社区、滨江社区、金鸡社区、石马社区、凤凰社区、洪桥社区、长江社区、机耕村、石岭村、平安村、添丘村。